# Caitlin Farrell
Caitlin Farrell (New Haven, Connecticut, Estados Unidos; 29 de septiembre de 1997) es una exfutbolista estadounidense. Jugaba como delantera y su último equipo fue el Orlando Pride de la National Women's Soccer League (NWSL) de Estados Unidos.

## Trayectoria
A pesar de registrarse para el draft universitario de la NWSL en 2019, Farrell no fue seleccionada por ningún equipo, para la sorpresa de muchos periodistas. En marzo, se unió al entrenamiento del Orlando Pride como invitada y fichó para el equipo suplente el 10 de abril. Farrell debutó profesionalmente el 25 de mayo de 2019, entrando como suplente en un partido ante el Utah Royals FC y así, se convirtió en la jugadora más joven del Pride a la fecha, superando el récord de Erin Greening por 60 días de diferencia.

## Estadísticas

### Clubes
| Club          | País           | Año  |
| ------------- | -------------- | ---- |
| Orlando Pride | Estados Unidos | 2019 |